# قنافذ (الهرمل)
قنافذ هي إحدى القرى اللبنانية من قرى قضاء الهرمل في محافظة بعلبك الهرمل.